# George Gordon (Politiker)
Lord George Gordon  (* 25. Dezember 1751 in London; † 1. November 1793 ebenda) war ein britischer Politiker. Er war der Anführer der antikatholischen Gordon Riots. Der australische Kulturhistoriker Iain McCalman schrieb über ihn, mit ihm habe „Großbritannien […] offenbar den ersten Mann des modernen Terrors hervorgebracht.“

## Herkunft und Familie

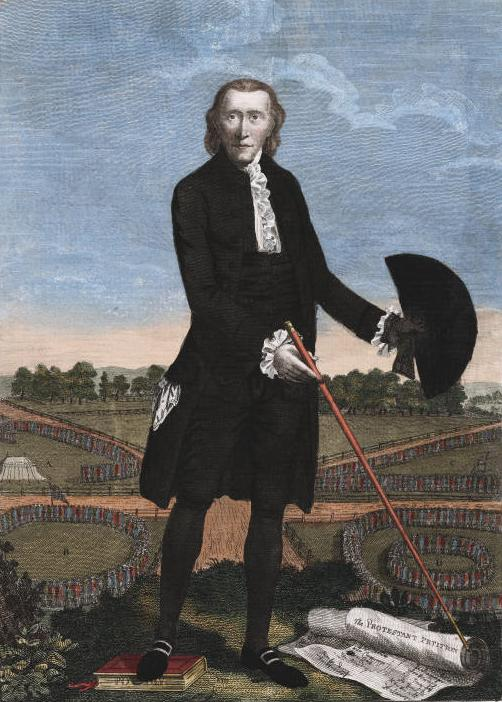
Lord George Gordon, Präsident der Protestantischen Vereinigung

Gordon war der jüngste Sohn von Cosmo Gordon, 3. Duke of Gordon (1720–1752) und dessen Frau Catherine Gordon (1718–1779), die eine Stieftochter von dessen Schwester war. Er hatte zwei weitere Brüder und drei Schwestern. Als sein Vater starb, musste die 34-jährige Mutter also sechs Kinder versorgen. Daher heiratete sie Staats Long Morris, einen Offizier, der während der Amerikanischen Revolution in der britischen Armee diente. Sein ältester Bruder Alexander Gordon, 4. Duke of Gordon wurde Kompaniechef mehrerer Regimenter, die nach ihm benannt wurden, darunter das „92nd (Gordon Highlanders) Regiment of Foot“. Der mittlere Bruder William Gordon diente ebenfalls in der British Army.

## Leben
George Gordon begann hingegen eine militärische Laufbahn bei der Royal Navy, wo er in den Rang eines Lieutenant aufstieg. Von 1766 bis 1769 war er in den amerikanischen Kolonien eingesetzt. Er quittierte 1772 den Dienst, da ihm John Montagu, 4. Earl of Sandwich, der Leiter der Admiralität, kein Versprechen geben wollte, dass er das Kommando über ein eigenes Schiff bekäme. So kam er im Amerikanischen Unabhängigkeitskrieg nicht zu einem Einsatz.
1774 wurde er als Abgeordneter für das Pocket borough Ludgershall in Wiltshire Mitglied des House of Commons, nachdem er zuvor erfolglos als Abgeordneter für Inverness-shire kandidiert hatte.
Als durch den Papists Act 1778 den Katholiken größere Freiheiten zugestanden wurden, trat er der protestantischen Vereinigung bei und organisierte am 2. Juni 1780 eine allgemeine Versammlung auf dem St. Georgsplatz, an welcher rund 100.000 Menschen teilnahmen. Eine Bittschrift um Aufhebung des Gesetzes wurde entworfen, und mit ihr zog Gordon an der Spitze der Bewegung vor das Parlamentshaus.

Lord George Gordon nach seinem Übertritt zum Judentum

Für den 6. Juni 1780 wurde ein Verhandlungstermin anberaumt. Es kam jedoch bereits am 4. Juni zu Tumulten, bei denen Kirchen, Häuser und andere Gebäude der Katholiken in Brand gesteckt wurden und die bis zum 8. Juni andauerten. Dabei waren viele Gefangene aus den Gefängnissen befreit und die Bank und das Zollamt angegriffen worden. Auch Gordon wurde verhaftet, des Hochverrats angeklagt und für acht Monate in den Tower gesperrt.
Gordon wurde im Februar 1781 von Lord Thomas Erskines verteidigt und freigesprochen, weil nicht nachgewiesen werden konnte, dass seine Petitionen zum Aufruhr der Massen und zu den anschließenden Exzessen führten. Zu seinen weiteren Unternehmungen gehörte der Übertritt zum Judentum. Vom Erzbischof von Canterbury wurde er 1786 wegen Schmähungen exkommuniziert. Im Juni 1787 stand er wegen zweier Verleumdungen vor Gericht. 1788 folgte seine Verurteilung wegen eines Pamphlets gegen die Königin und er verbrachte fast sechs Jahre im Gefängnis in Newgate, wo er schließlich starb.